# 里基·兰伯特
域奇·李·林拔（英語：Rickie Lee Lambert；1982年2月16日—）出生於英格蘭默西賽德郡利物浦市郊的法扎克雷（Fazakerley），是一名英格蘭職業足球員，司職前鋒，亦可擔任進攻中場，出身利物浦青訓系統，大器晚成，成名於效力南安普顿期間。

## 生平

### 球會生涯

#### 早年
蘭伯特少年時代曾參加利物浦青年隊，但至15歲被球會放棄。1998年，當時僅16歲的蘭伯特在黑池開展他的足球事業，未能取得任何成就，效力兩年半的期間只獲得3次後補上陣的紀錄。他於2001年自由轉會到丙組第四級的馬爾斯菲，2001年11月17日在足總盃第一圈主場對格林森林流浪包辦兩球，取得個人首兩個入球；一星期後在聯賽主場4-1大勝盧頓，蘭伯特大演帽子戲法兼在聯賽「開齋」。他合共為馬爾斯菲在聯賽上陣44次及射入8球。

#### 史托港
2002年4月27日蘭伯特以30萬英鎊加盟剛降級到乙組第三級的史托港，打破馬爾斯菲歷來收到最高轉會費的紀錄。7月25日在季前熱身賽對備戰非洲國家盃的馬拉維射入加盟後的首個入球；但蘭伯特在上半季上陣14場仍未能打開紀錄，苦戰直到2003年2月11日主場2-5負於史雲頓才為史托港射入首個正式入球，首季上陣32場僅有兩球斬獲。2003/04年球季蘭伯特重拾射門鞋，在各項比賽合共射入13球。他在為史托港在聯賽上陣98場及射入18球後，於2005年2月17日轉投英乙的罗奇代尔，轉會費沒有透露，簽約直到2007年6月。

#### 羅奇代爾
2005年2月26日蘭伯特在第二場披甲為罗奇代尔在主場1-1賽和京达米士特，他為主隊射入加盟以來首個入球扳平；在加盟的首半個球季即射入6球。2005/06年球季蘭伯特由中場轉任前鋒，與拍檔格兰特·霍尔特（Grant Holt）在上半季合共為球隊射入26球，開始受到其他球隊的注目。霍尔特於冬季轉會窗跳槽到諾定咸森林，留隊的蘭伯特獨力難支，羅奇代爾下半季成績急速滑落，由11月尾與自動升級席級僅差1分，直到季尾曾跌到第18位，僅高降級區域4分，惟蘭伯特仍然保持水準，上下半季各入11球，合共射入22球。尚餘一年合約的蘭伯特表示願意續約留隊。2006/07年球季，蘭伯特在第二輪聯賽對托基聯因傷退下火線，缺席兩場比賽，羅奇代爾在開季首四輪比賽全部以0-1敗陣，未有進帳。2006年8月31日轉會死線前蘭伯特成功轉投另一支英乙球會布里斯托流浪，身價20萬英鎊，簽約三年。蘭伯特共為羅奇代爾上陣64場及射入28球。

#### 布里斯托流浪
蘭伯特在加盟布里斯托流浪初期因不適應而遲遲未能取得入球，直到11月26日才在主場2-0擊敗班列特於完場前射入「埋齋」及加盟以來首球；蘭伯特在新年後逐漸上力，2007年2月27日在英格蘭聯賽錦標南區決賽次回合，蘭伯特一箭定江山，兩回合累計1-0淘汰本地死對頭布里斯托城，惜在決賽加時後以2-3僅負於唐卡士打，與錦標擦身而過；球季煞科日作客對領頭羊哈特普爾，蘭伯特在完場前頂入鎖定2-1勝果，將布里斯托流浪帶到聯賽第6位及參加升級附加賽的資格，亦粉碎了哈特普爾奪冠的美夢；附加賽準決賽兩回合累7-4淘汰林肯城，蘭伯特在次回合作客時射入一球；5月26日決賽3-1反勝梳士貝利後升級到英甲。
2007/08年球季季前熱身賽3-3賽和西布朗，蘭伯特包辦三個入球。2007年9月8日作客對盧頓，蘭伯特梅開二度協助布里斯托流浪2-1獲勝，結束對手本季主場全勝的紀錄。11月27日英格蘭足總盃第一圈對奧連特，蘭伯特於完場前射入十二碼扳平2-2，加時後3-3平手，布里斯托流浪互射十二碼6-5取勝過關；第二圈5-1淘汰魯斯頓鑽石（Rushden & Diamonds），蘭伯特射入兩球；第三圈在重賽以互射十二碼5-3淘汰英超的富咸；2008年1月26日第四圈作客班列特蘭伯特一箭定江山；2月16日第五圈主場對修咸頓，下半場69分鐘蘭伯特頂入，但因犯規在先而被判「詐糊」，84分鐘蘭伯特主踢自由球，皮球打中對方守將改變方向入網，布里斯托流浪就憑這球1-0小勝晉級半準決賽，是球會成立125年來首次打進足總盃的八強，賽後蘭伯特表示轉投布里斯托流浪是一個明智的決定；3月9日半準決賽主場對西布朗，被伊斯美·米拿連中三元而以1-5落敗，結束足總盃神奇之旅。在整個足總盃進程中，蘭伯特射入5球，而到球季結束，蘭伯特在各項比賽合共射入19球，並承諾來季將會更進一步。
2008/09年球季蘭伯特在鋒線的拍檔是由史雲斯來投的达瑞尔·杜菲（Darrly Duffy），聯賽開鑼日，雖然主場2-3負於卡素爾，但蘭伯特在15分鐘先拔頭籌，賽後主教練保羅·特羅勒普（Paul Trollope）表示兩人的配合會改善球隊的戰績。2008年9月8日蘭伯特續約三年，留隊直到2011年夏季。蘭伯特繼續表現出色，於球季半程取得17個入球，可望打破杰夫·布拉德福德（Geoff Bradford）保持55年的33個總入球紀錄，他上半季的入球包括在對修安聯時「四喜臨門」。但這時蘭伯特離隊的傳聞不絕於耳，率先有彼德堡表示興趣，惟蘭伯特本人否認傳聞，而主教練保羅·特羅勒普亦澄清沒有收到查詢及蘭伯特為「非賣品」。下半季蘭伯特因臀部傷患而受影響，在2月初缺陣後於2月17日復出對伊奧維即射入兩球；3月10日作客對赫里福特聯蘭伯特又大演帽子戲法，更獲委派擔任隊長；3月25日對舊球會史托港的入球是他本季第25球；4月21日主場對白禮頓射入本季第28球，暫時領先英甲射手榜，亦是聯賽四個級別本季入球最多的球員。4月26日蘭伯特入選PFA英甲年度最佳陣容。聯賽煞科日主場4-1擊敗哈特普爾，蘭伯特射入一球，本季入球總數達到29球，與史雲頓的（Simon Cox）併列英甲神射手。5月3日獲布里斯托流浪球迷會選為年度最佳球員。
2009/10年球季首場比賽，雖然蘭伯特於完半場前一度扳平1-1，布里斯托流浪最後主場1-2不敵。

#### 修咸頓
2009年8月10日蘭伯特以超逾100萬英鎊身價轉投剛降級英甲的修咸頓，雖然修咸頓在新球季要扣10分，但自從瑞士新班主入主後財政改善，蘭伯特成為新球季首個重大收購。他在首場比賽於英格蘭聯賽盃主場對諾咸頓即為球隊先拔頭籌，射入加盟後首球；四天後作客對哈德斯菲爾德又在聯賽射入首球；上半季為球隊在各項比賽上陣29場及射入19球，其中聯賽入18球（包括為布里斯托流浪入1球），領先英甲射手榜。2010年3月28日在溫布萊球場於英格蘭聯賽錦標決賽迎戰卡素爾，憑十二碼首開紀錄，最終4-1大勝完場，協助球隊自1976年首度奪取錦標。蘭伯特在加盟修咸頓首季即為球隊上陣58場轟入36球，連續兩季成為英格蘭四個級別職業聯賽的進球王。他更先後獲選PFA球迷票選英甲年度最佳球員及連續兩年入選PFA英甲年度最佳陣容，更獲選為修咸頓年度最佳球員。
2010/11球季，是林拔效力修咸頓的第二個球季。他在此球季所有賽事攻入21球，再度成為球隊神射手，協助球隊奪得此季英甲聯賽亞軍，取得來季升班至英冠的資格。而在2011年2月12日對陣卡素爾的入球更是他加盟修咸頓後的第50個入球。
2011年7月1日蘭伯特與修咸頓簽署新約留隊直至2014年。
2011/12球季，林拔隨隊升上英冠聯賽。2011年8月6日聯賽盃第一圈對托基聯，林拔攻入他這季的首球，協助球隊4-1大勝晉級第二圈。8月16日林拔在聯賽對葉士域治梅開二度，是他在本季聯賽的首兩個入球。9月10日，修咸頓在聯賽對諾定咸森林，林拔連中三元，最終修咸頓反勝3-2，全取3分。10月1日對屈福特的聯賽是林拔為修咸頓上陣的第100場聯賽，他在這場比賽攻入兩個點球，球隊亦大勝4-0。其後修咸頓3-0勝白禮頓的聯賽，林拔包辦三球，是他本季第二次帽子戲法，在聯賽入球數增至12個。2月25日聯賽對屈福特，林拔本季第三次連中三元，助球隊以3-0取勝。聯賽第43輪，修咸頓主場對另一聯賽前列球隊雷丁，林拔攻入一球扳平，但球隊最終再被雷丁攻入兩球，以1-3落敗，痛失聯賽榜首位置。最終球季結束後，修咸頓以英冠第二名直接升班至英超，林拔亦以27個聯賽進球成為再度球隊首席射手以及英冠神射手。
在2012/13球季，是林拔首度踏足英超的球季。聯賽第一週，修咸頓作客挑戰衛冕冠軍曼城，林拔在此場比賽攻入扳平1-1的一球，但最終球隊再反敗2-3。
2013年3月21日，林拔與修咸頓達成協議延長原本2014年6月到期合約兩年至2016年6月。

#### 利物浦
2014年6月2日林拔通過體檢後，簽訂兩年合同，初步400萬英鎊轉會費加附加元件。他少年時曾被利物浦青年隊放棄，他說：“我一直夢寐以求為利物浦效力，但當我以為我已經沒有了為他們效力的機會，我沒想到機會就來了。”

#### 西布朗
林拔在利物浦渡過一個不如意的球季，於25場聯賽僅取得兩個入球，在2015年夏季轉投另一支英超球隊西布朗，簽署兩年，沒有透露轉會費。雖然林拔與西布朗簽署兩年合約，但他在2015/16年度球季結束後離開西布朗，轉投英冠球隊卡迪夫城。

#### 卡迪夫城
林拔於2016年8月31日加盟卡迪夫城，簽約兩年。2016年10月，林拔在對諾定咸森林的聯賽中，大腿嚴重受傷，以至他餘下大半季賽事都未能為球隊上陣，長期傷患加上不被卡迪夫城領隊尼爾·禾諾克重視，林拔在2016/17年度球季結束後提前與會方解約。至2017年10月2日，未有在新球季加盟任何球隊的林拔，宣佈掛靴，結束球員生涯。

### 國家隊
在2013年8月8日，林拔以31歲的「高齡」首次入選英格蘭代表隊備戰蘇格蘭。同一日他的妻子誕下他們第三個孩子。在六日後他的名字出現在後備名單。領隊在67分鐘將他入替朗尼，在他參與比賽後的第3分鐘，他首次的觸球，利用頭球轉化作入球，令比賽中兩次落後的英格蘭反超前3-2，最後以此比數完場。
其後在同年的8月27日又一次入選英格蘭代表隊備戰世界盃外圍賽對摩爾多瓦和烏克蘭。在對陣摩爾多瓦時他著起11號球衣，以正選左輔鋒上陣。以一個入球兩個助攻協助英格蘭大勝4-0重返小組第一之位，另外他是英格蘭37年來第一位上陣兩場射入兩球的球員。當場比賽他同時當選最佳球員。

## 榮譽
布里斯托流浪
- 英格蘭乙級聯賽附加賽冠軍：2006/07年；
- 英格蘭聯賽錦標亞軍：2006/07年；

修咸頓
- 英格蘭聯賽錦標冠軍：2009/10年；
- 英甲亞軍：2010/11年
- 英冠亞軍：2011/12年

個人
- PFA球迷票選英甲年度最佳球員：2010年；
- PFA英甲年度最佳陣容：2009年、2010年；
- 年度最佳球員：2009/10年；
- 布里斯托流浪年度最佳球員：2008/09年；
- 英甲神射手：2008/09、2009/10
- 英冠神射手：2011/12

## 外部連結
- （英文）足球数据库：瑞奇·兰伯特的球员统计数据
- （英文）Rickie Lambert player profile at bristolrovers.co.uk
- （英文）Rickie Lambert player profile at rochdaleafc.co.uk
- （英文）Rickie Lambert player profile at stockportcounty.com
- （英文）Player profile at 4thegame.com
- （英文）Player profile （页面存档备份，存于） at football.co.uk
- （英文）Rickie Lambert Q&A （页面存档备份，存于）